# Cervia Challenger
Il Cervia Challenger è stato un torneo professionistico di tennis giocato a Cervia, in Italia, su campi in terra rossa. Faceva parte dell'ATP Challenger Series. Si è disputata una sola edizione, nel 1991.

## Albo d'oro

### Singolare
| Anno | Campione         | Finalista        | Punteggio |
| ---- | ---------------- | ---------------- | --------- |
| 1991 | Claudio Mezzadri | Frédéric Fontang | 6–3, 6–3  |

### Doppio
| Anno | Campioni                       | Finalisti                         | Punteggio |
| ---- | ------------------------------ | --------------------------------- | --------- |
| 1991 | Christian Miniussi Diego Pérez | João Cunha e Silva Daniel Orsanic | 6–3, 6–4  |